# Ławr Proskurjakow

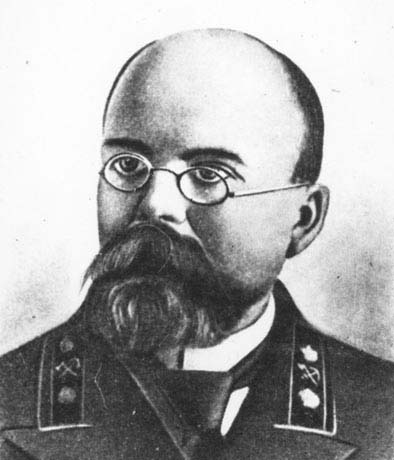
Ławr Dymitrowicz Proskurjakow

Ławr Dymitrowicz Proskurjakow, ros. Лавр Дмитриевич Проскуряков, ur. 18 (30) sierpnia 1858 w Borysowce w guberni woroneżskiej, dziś w obwodzie biełgorodzkim, zm. 14 września 1926 w Moskwie – rosyjski uczony i konstruktor mostów.

## Konstrukcje
- Most Krasnojarski
- Most Chabarowski
- Most kolejowy we Fronołowie